# Pauline Lucca

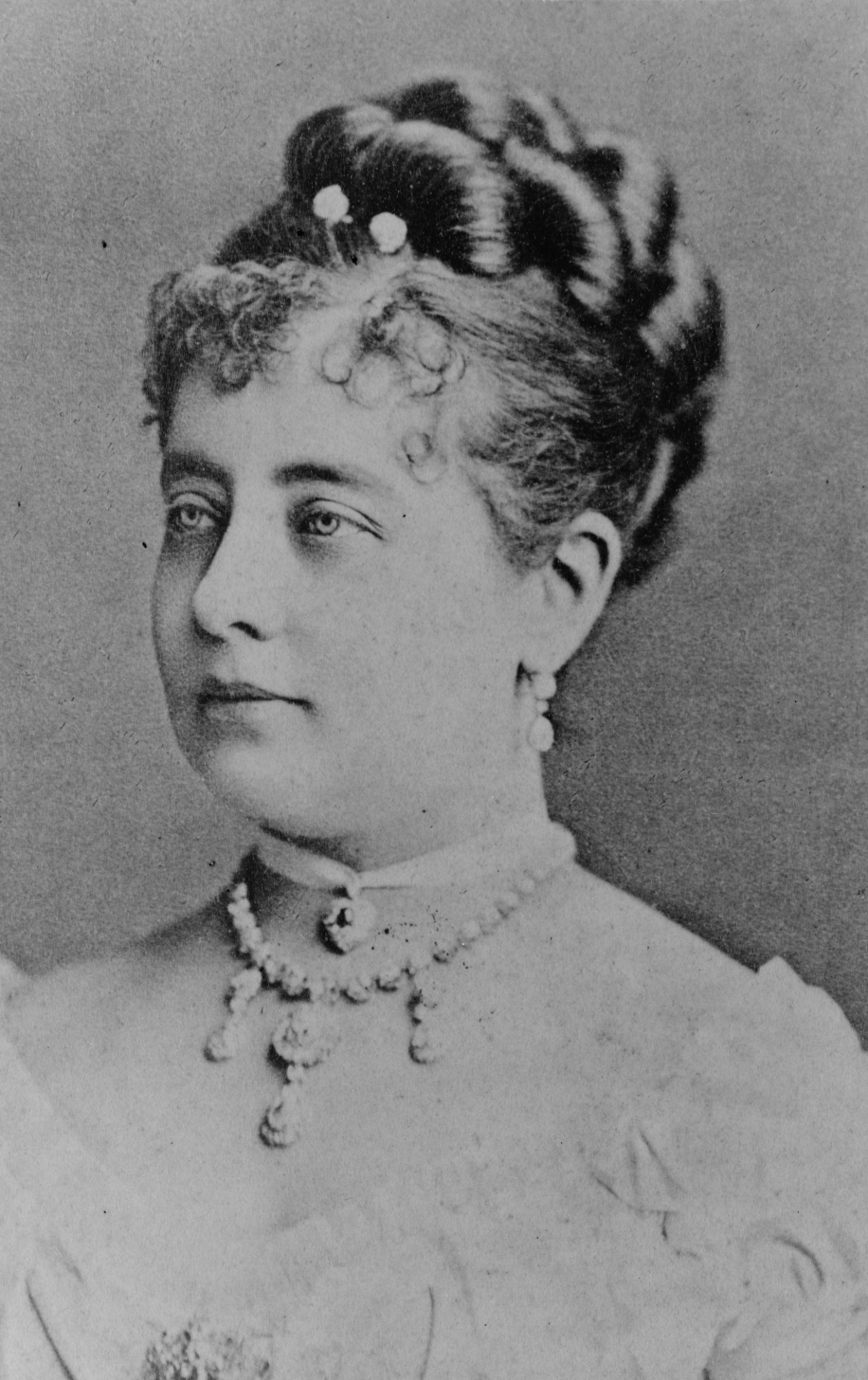
Pauline Lucca

Pauline Lucca, née le 25 avril 1841 à Vienne et morte le 28 février 1908 dans la même ville, est une soprano autrichienne.

## Biographie
Enfant, elle montre un remarquable talent pour le chant. Dès l'âge de trois ans elle a une voix juste et de belle sonorité et à l'âge de huit ans devient l'élève de M. Walter. Peu après, son père perd toute sa fortune pendant une crise financière ; la forçant à abandonner les études. Dès lors, sa famille compte sur elle. Elle trouve à utiliser sa voix dans les églises. Elle continue son éducation avec Otto Uschmann et Richard Lewy (de) à Vienne, mais elle est trop pauvre pour continuer ses études et rejoint le chœur de l'Opéra d'État de Vienne en 1850. On lui confie trois ans plus tard un tout petit rôle dans La Flûte enchantée.
En 1859, elle fait ses débuts comme à Olmütz dans le rôle d'Elvira dans Ernani. Elle est engagée comme prima donna et obtient un grand succès dans Valentine des Huguenots. Ensuite, elle chante un moment à Prague et en 1861, elle attire l'attention de Meyerbeer, et pendant une représentation de la Vestale de Spontini, donnée à son bénéfice, M. de Hulsen apprécie tellement son talent qu'il lui offre un brillant engagement à l'Opéra d'État Unter den Linden à Berlin, où son succès est absolu pendant des années. Elle chante des rôles de caractères très différents, depuis Fra Diavolo jusqu'à Don Juan depuis Le Freischütz jusqu'à l'Africaine qu'elle y interprète la première. Mignon et Carmen deviennent ses rôle â de prédilection. A l'Opéra-Royal, son nom suffisait à remplir la salle.
En 1863, Lucca fait sa première apparition en Angleterre, pays qu'elle visitera souvent tout comme la France et la Russie. Meyerbeer et Auber la considèrent comme une artiste inégalée, et ce dernier fut si impressionné par son interprétation de Zerlina dans Fra Diavolo qu'il lui a donné le stylo avec lequel il a écrit l'opéra.
Pauline Lucca épouse en 1865 un lieutenant prussien, le baron Adolphe von Rhaden. Ils eurent une fille la baronne Marie von Rhaden.
Lucca entretient une rivalité devenu célèbre avec la soprano Mathilde Mallinger à Berlin. Les fans de Mallinger et les partisans de Lucca s'interpellant les uns les autres. La tension parvient à son comble, le 27 janvier 1872, dans  Les Noces de Figaro, Mallinger chante le rôle de la Comtesse et Lucca, Cherubino. Au cours de la représentation, les partisans de Mallinger huent Lucca si durement qu'elle est empêchée de chanter son aria.. Bouleversée par cet événement, Lucca rompt son contrat avec l'opéra et quitte la capitale allemande pour une tournée aux États-Unis pendant deux ans où elle est reçue avec enthousiasme, en particulier dans la ville de New York. Elle chante en Angleterre, en Amérique, en Russie, en Italie et à Vienne. Elle passe l'été 1872 à Kingston (Rhode Island). Pendant cette période aux États-Unis, elle divorce du baron Adolphe Von Rhaden. Elle épouse le major baron von Wallhoffen le 12 juin 1873 qui meurt en 1879.
De 1874 à 1889, elle est membre de l'Opéra d'État de Vienne. Elle se retire définitivement de la scène début 1890. Elle vit ensuite à Vienne avec le titre de chanteuse de la Chambre impériale et royale d'Autriche et de Prusse et cantatrice honoraire de l'Opéra de Vienne. Elle meurt le 28 février 1908.
Elle passait pour un phénomène, a écrit d'elle un critique. Son organe était d'une puissance exceptionnelle à l'aigu et d'une sonorité particulièrement belle. Le son vibrait avec force et frappait l'oreille même de très loin, toujours avec fraîcheur et netteté. On en était saisi parfois, a-t-on dit, avec la soudaineté d'une secousse électrique. L'engouement que l'on éprouva pour l'artiste fut tel que l'on voulut voir en elle toutes les qualités, et que l'on n'hésita point à la comparer à Rachel pour la puissance dramatique.